# V.O.H. - The Victory of Heart
V.O.H. - The Victory of Heart je debutové album zpěvačky Magdaleny Tul, které nazpívala pod pseudonymem Lady Tullo. Album bylo vydáno 13. srpna 2007 pod nahrávací společností Loud Tally RCDS. Album obsahuje 14 skladeb v anglickém jazyce.
První singlem z alba byl hit "Full of Life", se kterým se kvalifikovala do finálové části polského národního kola Krajowe Eliminacje 2011 pro 50. Eurovision Song Contest, ale nakonec se umístila ve finále na 9. místě. Dalšími singly alba byly "Find The Music" a "Tryin".
Ve většině případů je autorkou písní sama zpěvačka Magdalena Tul nebo hudební producent Peter Martin Olszewski.

## Seznam skladeb
1. „V.O.H. - The Victory of Heart” – 6:48
2. „Funky Team” – 5:13
3. „Warrior's Song” – 6:06
4. „Find the Music” – 6:38
5. „Supersonic Word of Magic” – 3:04
6. „Tryin'” – 5:39
7. „Butterfly” – 4:41
8. „No, I Didn't” – 5:19
9. „Amazin'” – 5:00
10. „Full of Life’” – 4:22
11. „Pretty Baby” – 6:05
12. „Thinkin' of Love” – 5:22
13. „Prime Time” – 5:25
14. „He Ain't Good 4 U, Girl!” – 5:29